# Neretva
A Neretva (olaszul Narenta) folyam Bosznia-Hercegovina és Horvátország területén.
A folyó a Zelengora hegységben ered mintegy 1100 m tengerszint feletti magasságban, és Pločénél torkollik az Adriai-tengerbe. Hossza 225 km, ebből a Horvátországra eső rész 22 km. Jablanicánál az átlagos vízhozama 115 m³/s, míg a torkolatnál 378 m³ másodpercenként.
Vízgyűjtő területe 9106 km².
A legfelső szakaszán meredek és sziklás völgyben folyik északnyugati irányban, majd Konjicnál – ahol felveszi a jobbról érkező Trešanica vizét – kissé szélesedik a völgye, miután kilép a Visočica és a Prenj hegységek közül. Konjictól északnyugatra táplálja a korábbi, nyugati irányba forduló völgyében mesterségesen felduzzasztott Jablanicai-tavat. Ma már a tóba ömlik a Neretva korábbi két jobb oldali mellékfolyója, a Neretvica és a Ráma. A Ráma egykori torkolati pontjától a Neretva kilép a mesterséges tóból, s ismét önálló folyóként folytatja útját, de most már déli irányban, medre szélesebbé válik. A tavat elhagyva hamarosan eléri Jablanicát, amin túl kezdődik az úgynevezett Neretva-kanyon: ismét kopár sziklás hegyek közé vágódva halad, bal partján először a Prenj, majd a Velež, jobb partján pedig a Čvrsnica, majd a Čabulja hegység emelkedik. Még Mostar előtt eléri a bjelopoljei síkot, Mostar után pedig felveszi bal oldali mellékfolyóját, a Bunát. Čapljina városától délre ömlik bele balról a Bregava, jobbról pedig a Trebižat; a Neretva-völgy innentől kezdve még szélesebbé válik. Metković horvát határváros, környékén a Neretva vidéke mocsaras síkság. Opuzennél kezdődik a folyó deltatorkolata, ami az Adriai-tenger Neretvai-csatornájában végződik.
A 19. század végén és a 20. század elején a tengertől Metkovićig 150 tonnás hajók közlekedhettek rajta.
A Neretvának nagyon hideg a vize, nyáron sem éri el a 10 °C-t.
A mediterrán klímának köszönhetően deltájában mandarint termesztenek.
Jelentősebb városok a Neretva mentén: Konjic, Jablanica, Mostar, Počitelj, Čapljina, Metković, Opuzen és Ploče.
Főbb mellékfolyói a Trebižat, Buna és Bregava.
A második világháborúban súlyos harcokat vívtak a folyó mentén.